# Marco Bizzarri (dirigente d'azienda)
Marco Bizzarri (Reggio Emilia, 19 agosto 1962) è un dirigente d'azienda italiano, presidente e A.d. di Gucci dal 2014 al 2024.
Dal 2005 al 2009 è stato presidente di Stella McCartney e dal 2009 al 2014 di Bottega Veneta, dal 2012 fa parte del comitato esecutivo di Kering.

## Biografia

### Inizio carriera
Marco Bizzarri ha iniziato la sua carriera come consulente presso la società di consulenza informatica Accenture nel 1986. Nel 1993, è entrato a far parte del gruppo Mandarina Duck di Bologna, e in seguito è diventato A.D. del gruppo. Nel 2004 è diventato direttore generale del marchio di design Marithé e François Girbaud.

### A.D. all’interno del gruppo Kering
Nel 2005, Bizzarri è stato nominato A.d. di Stella McCartney. 
Sotto la sua direzione, la società ha realizzato profitti per la prima volta nel 2007. Ha sviluppato un marchio orientato al Lifestyle e ha prestato particolare attenzione allo sviluppo internazionale del marchio. Nel 2008 Stella Mccartney apre la prima boutique in Giappone.
Nel gennaio 2009 viene nominato presidente e A.d. di Bottega Veneta.
In un periodo di recessione economica globale, Bizzarri ha cambiato il modello di distribuzione del marchio, riposizionandolo in Europa, e ha lavorato a un metodo di acquisto meno conservativo, alleviando così lo stress finanziario e consentendo nuovi investimenti, come un nuovo flagship store a Milano e una nuova sede ecologica e innovativa a Vicenza. In 4 anni, al fianco del direttore creativo Tomas Maier, Bizzarri ha rafforzato il prestigio di Bottega Veneta nel settore dell'artigianato del cuoio made in Italy, portando il marchio a crescere nei mercati europei ed asiatici. 
Nel 2012, le vendite di Bottega Veneta hanno raggiunto il valore di 1 miliardo di dollari. 
Nel 2012 Marco Bizzarri viene nominato membro del Comitato Esecutivo di Kering, diventando direttore generale della divisione Lusso, Couture e Pelletteria.

### Presidente e A.D. di Gucci
Nel dicembre 2014, Kering ha nominato Marco Bizzarri A.d. di Gucci,  marchio di punta del gruppo francese. La sua prima mossa è nominare un nuovo direttore creativo e sceglie Alessandro Michele, già membro del team Gucci da 12 anni.
Sotto la guida di Bizzarri il marchio Gucci subisce un vero e proprio rilancio, presentandosi con una nuova estetica e una nuova strategia. 
Gli elementi cardine sono le collezioni cross-gendered, una policy fur free che bandisce le pellicce vere e una strategia digitale che punta alla crescita della fan base sui social.
Nel settembre 2016 Marco Bizzarri ha aperto Gucci Hub a Milano, ottenuto dal restauro della ex-fabbrica aeronautica Caproni e puntando su un progetto 100% ecosostenibile. 
Nel 2018 segue l’apertura di Gucci ArtLab, un laboratorio per la creazione dei prototipi di 37.000 metri quadrati nei pressi di Firenze.
Nel gennaio 2018 Marco Bizzarri ha inaugurato il Gucci Garden, ex Museo Gucci, con sede nel Palazzo della Mercanzia di Firenze, a cui è seguita l’apertura dell’Osteria Gucci da Massimo Bottura. Nel 2019, Marco Bizzarri annuncia la nuova politica  ecosostenibile di Gucci che si impegna a ridurre le emissioni della produzione in linea con il programma Redd+ per la conservazione delle foreste; e lancia la CEO Carbon Neutral Challenge, un’iniziativa per sensibilizzare gli Amministratori delegati delle altre aziende sulla questione ambientale. Sempre nello stesso anno Bizzarri annuncia che Gucci ha raggiunto l’obiettivo del Carbon Neutral nelle sue operazioni e nella sua filiera.
 
Sotto la direzione di Marco Bizzarri Gucci è in continua crescita, con vendite che dai 3.9 miliardi di euro del 2015 sono aumentate a 9.6 miliardi di euro nel 2019.

## Onorificenze
- 2020: tra i 30 uomini più eleganti d’Italia secondo GQ[33]

- 2018, 2017, 2016: International Business Leader ai Fashion Awards[34][35][36]

- 2017: Cavaliere della Legione d’Onore (Francia)[37]

- 2017: premio Edward Nardoza Honor per CEO[38]

- 2017: tra gli uomini più creativi del Business secondo Fast Company[39]

- 2015: Humanitarian of the Year award dalla United Nations Association[40]